# Нефертити
Неферти́ти (Нефер-Неферу-Атон Нефертити, др.-егип. Nfr-nfr.w-Jtn-Nfr.t-jty, «Прекрасная красота Атона, красавица, которая пришла»; около 1370—1330 годов до н. э.) — «главная супруга» древнеегипетского фараона XVIII династии Нового царства Эхнатона (Аменхотепа IV, около 1351—1334 годов до н. э.). Время правления Эхнатона и Нефертити, известное как «амарнский период», ознаменовалось религиозной реформой (атонизм), когда главным божеством провозгласили бога Атона. Роль самой царицы в проведении «солнцепоклоннического переворота» спорна. Дискуссионной в научной среде остаётся идентификация Нефертити с фараоном-женщиной Нефернефруатон, вероятно, правившей около 2 лет.
Царица широко известна благодаря обнаруженному в 1912 году экспедицией Людвига Борхардта своему скульптурному бюсту (ныне представлен в Новом музее Берлина) в реалистичной манере амарнского искусства. Автором скульптуры считается скульптор Тутмос, в руинах мастерской которого бюст найден.

## Происхождение
С начала исследования и проведения раскопок на развалинах Ахетатона (современная Тель эль-Амарна) в 1880-х годах до настоящего времени не обнаружено ни одного чёткого свидетельства о происхождении Нефертити. Только упоминания на стенах гробниц семьи фараона и вельмож дают некоторые данные о ней. Именно надписи в усыпальницах и клинописные таблички Амарнского архива помогли египтологам выстроить несколько гипотез о том, где родилась царица. Выдвигалось несколько версий, каждая из которых недостаточно подтверждена источниками, чтобы занять лидирующее положение. Версии менялись с течением времени в зависимости от интерпретации обнаруживаемых археологических находок.
В целом, взгляды египтологов можно разделить на 2 версии: большинство считают Нефертити египтянкой, другие — иноземной принцессой. Гипотеза о том, что царица не была знатного происхождения и случайно появилась у трона, отвергается большинством египтологов.

### Иноземная принцесса
Имя Нефертити переводится как «Красавица, которая пришла», поэтому, согласно одной из версий, супруга Эхнатона не была египтянкой. Якобы, Нефертити — это присланная в жёны Аменхотепу III митаннийская царевна Тадухепа. Аменхотеп III скончался вскорости после прибытия Тадухепы к египетскому двору, и царевна стала женой его сына Аменхотепа IV (Эхнатона). Однако, супруга Эйе по имени Тэи носила титул кормилицы Нефертити, что опровергает теории идентичности Тадухепы и Нефертити, поскольку прибывшей царевне не нужна была кормилица.

### Версия о египетском происхождении
Изначально египтологи шли простой логической цепочкой. Если Нефертити — «главная жена фараона», она должна быть египтянкой, более того египтянкой царских кровей. Поэтому считалось, что царица — одна из дочерей Аменхотепа III. Но ни один из списков дочерей этого фараона не содержит упоминаний о царевне с таким именем. Среди его 6 дочерей нет и сестры Нефертити — принцессы Мутбенрет (Беренмут).
Некоторые египтологи полагают, что Мутнеджмет — супруга Хоремхеба — идентична сестре Нефертити, поскольку имя Мутбенрет может читаться также как и Мутнеджмет. Однако в данной теории не достаточно доказательств. Также Мутнеджмет не носила титул «Дочь фараона», что ставит под сомнение версию о её родстве с Эйе.
Существует предположение, что Нефертити — дочь вельможи Эйе (одного из сподвижников Эхнатона, впоследствии — фараона), вероятного брата царицы Тии, и его первой супруги. Следовательно, царица также происходила из Ахмима и могла приходиться двоюродной сестрой Эхнатону. Тэи, вторая супруга Эйе, упоминается как кормилица будущей царицы и поэтому не может быть её биологической матерью. При этом, Тэи и Эйе нигде не упомянуты родителями Нефертити.

## Дети
От Эхнатона Нефертити родила шесть дочерей:
- Меритатон («возлюбленная Атоном») (1356 год до н. э.). Главная жена фараона Сменхкары.
- Макетатон («хранимая Атоном»): год 1-3 (1349 год до н. э.).
- Анхесенпаатон («Она живёт для Атона»; 1345 год до н. э.) (позже сменила имя на Анхесенамон), вышла замуж за Тутанхамона, позже, предположительно, стала женой Эйе (См. Дахамунцу).
- Нефернефруатон-ташерит («Прекрасное совершенство Атона»): год 7-10 (1344 год до н. э.).
- Нефернефрура («идеальное совершенство Ра»): год 8-9 (1341 год до н. э.).
- Сетепенра («Выбранная Ра»): год 9-11 (1339 год до н. э.).

## Царствование
Предполагается, что Эхнатон, тогда ещё Аменхотеп IV, и Нефертити поженились незадолго до его восшествия на трон. Невесте было 12—15 лет, жених был её старше на несколько лет. Нефертити полностью поддерживала религиозные преобразования, начатые мужем, и была не менее убеждённой сторонницей новой религии, чем Эхнатон. Некоторые авторы даже отводят Нефертити роль инициатора религиозной реформации, движущей силы и верховного жреца божества Атона и даже соправительницы Эхнатона. В гробнице фараона Эйе одна из надписей посвящена Нефертити: «Она проводит Атона на покой сладостным голосом и прекрасными руками с систрами, при звуке голоса её ликуют». На так называемых «талататах», песчаниковых блоках из храма Атона в Карнаке, супруга Эхнатона изображена чаще самого фараона. Эхнатон всегда появлялся на публике в сопровождении супруги, Нефертити принимала участие во всех значимых религиозных церемониях, о чём свидетельствуют их многочисленные совместные изображения.
На 12-м году правления Эхнатона умирает вторая дочь царственной четы — принцесса Макетатон, а вскоре и сама Нефертити исчезает с исторической арены; её место заняла второстепенная царица Кийа, а позже — старшая дочь Нефертити — Меритатон.
К 14-му году правления Эхнатона (1336 год до н. э.) все упоминания о царице исчезают. Одна из статуй, обнаруженных в мастерской скульптора Тутмоса, показывает Нефертити на склоне лет. Идущая царица одета в облегающее платье с сандалиями на ногах.
В одной из скульптурных мастерских (O.47.16) найдена маска, снятая с Нефертити уже на склоне лет. Так как маска подверглась скульптурной обработке, невозможно установить, была ли она снята с мёртвой или живой женщины. Об обстоятельствах смерти царицы Нефертити сведения отсутствуют. Отсутствие у царицы сына — наследника царского престола, могло сказаться на ухудшении взаимоотношений внутри царской семьи.
Имеется предположение, что загадочной правительницей Нефернефруатон была Нефертити, получившая на пятый год правления мужа новое атоническое имя Нефернефруатон-Нефертити. Эхнатон сделал её соправителем, в то время как Кийа стала его главной женой. Нефернефруатон могла оставаться регентшей при малолетнем Тутанхамоне. Для продолжения родословной был заключён брак между Тутанхамоном и дочерью Нефертити Анхесенамон.

### В произведениях искусства
Любовь царской четы стала одним из основных сюжетов для художников Ахетатона — столицы Эхнатона и Нефертити. Никогда ещё в египетском искусстве не появлялись произведения, столь живо демонстрирующие чувства царственных супругов.
Нефертити, «красавица, прекрасная в диадеме с двумя перьями, владычица радости, полная восхвалений… преисполненная красотами» с супругом сидят с детьми; Нефертити болтает ногами, взобравшись мужу на колени и придерживая рукой маленькую дочь. На одном из рельефов, обнаруженном в Ахетатоне, запечатлён кульминационный момент этой идиллии — поцелуй Эхнатона и Нефертити. На каждой сцене обязательно присутствует Атон — солнечный диск с многочисленными руками, протягивающими царственной чете анхи — символы вечной жизни.
Нефертити играла исключительно важную роль в религиозной жизни Египта того времени, сопровождая супруга во время жертвоприношений, священнодействий и религиозных празднеств. Она была живым воплощением животворящей силы солнца, дарующей жизнь. В Гемпаатоне и Хутбенбене — больших храмах бога Атона в Фивах — ей возносили молитвы; ни одно из храмовых действ не могло происходить без неё, залога плодородия и процветания всей страны. «Она проводит Атона на покой сладостным голосом и прекрасными руками с систрами, — говорится о ней в надписях гробниц вельмож-современников, — при звуке голоса её ликуют». Стены зала, возведённого Эхнатоном на 6-м году правления в своей столице для празднования церемонии Сед, были декорированы колоссальными скульптурными изображениями Нефертити, отождествлённой с богиней Тефнут — богиней влаги, дочерью Солнца-Ра, стоящей на поддержании мировой гармонии и божественного закона. В этой ипостаси Нефертити могла изображаться в качестве сфинкса, поражающей врагов Египта палицей.
Обладавшая огромной властью и полномочиями, царица чаще всего изображалась в своём излюбленном головном уборе — высоком синем парике, обвитом золотыми лентами и уреем, который символически подчёркивал её связь с грозными богинями, дочерьми Солнца.
- Экспонаты Египетского музея Берлина
- Фигура стоящей Нефертити.
- Фигура стоящей Нефертити.
- Голова юной Нефертити
- Бюст Нефертити.
- Бюст в экспозиции Нового музея, Берлин
- Нефертити приносит подношения Атону
- Нефертити побивает пленников

#### Бюст
6 декабря 1912 года германским археологом Людвигом Борхардтом и его ассистентом Германом Ранке в мастерской скульптора Тутмоса Младшего в Амарне был обнаружен уникальный бюст царицы Нефертити, которая с тех пор стала одним из символов красоты и изысканности древнеегипетской культуры. В своём археологическом дневнике напротив зарисовки памятника Борхардт написал всего одну фразу: «Описывать бесцельно, — надо смотреть».
Обнаруженный командой египтолога Борхардта и вывезенный в 1913 году в Германию уникальный бюст царицы хранится в собрании Египетского музея в Берлине, хотя с 1924 года звучат требования и ведутся споры насчет необходимости его возвращения. Когда позднее в 1933 году министерство культуры Египта затребовало его обратно, а Германия отказалась его возвращать, египтологам Германии было запрещено вести археологические раскопки в Египте. Вторая мировая война и преследование жены Борхардта из-за её еврейского происхождения помешали археологу продолжить исследования в полной мере. Бюст Нефертити официально принадлежит Фонду прусского культурного наследия, тем не менее, Египет в лице высокопоставленных чиновников министерства культуры официально требует у ФРГ вернуть вывезенный бюст Нефертити.
Бюст Нефертити, высотой 50 см и весом около 20 кг, изготовлен из цельного известняка, отделан гипсо-ангидритовой смесью и полностью окрашен. На нём нет никаких иероглифических надписей. Однако характерная корона, которую Людвиг Борхардт назвал «париком» (на самом деле восходящая к хепрешу или же атеф), помогла исследователям идентифицировать модель, сравнивая скульптуру с другими изображениями Нефертити. Почти идеальная сохранность, яркость красок и живость правого глаза производят поразительное впечатление на зрителя. В то же время левый глаз отсутствует; некоторые египтологи предполагают, что вкладка в него так никогда и не была установлена, хотя портрет Нефертити до настоящего времени является единственным образцом древнеегипетской скульптуры с одним глазом.
Недавно было обнаружено, что бюст красавицы Нефертити имеет позднюю «пластическую операцию» штукатуркой. Изначально слепленный с носом «картошкой» и т. п., позже был подправлен и стал считаться эталоном египетской красоты. Пока остаётся неизвестным, было ли первоначальное изображение Нефертити ближе к оригиналу и позже приукрашено, или наоборот последующее вмешательство устранило неточности первоначальной работы. Доказать это может только исследование мумии самой Нефертити, если она будет обнаружена.

## Гробница
Нефертити не была обнаружена или опознана среди уже найденных мумий.
До генетического исследования в феврале 2010 года египтологи предполагали, что мумией Нефертити может быть одна из двух женщин, найденных в гробнице KV35, например, мумия KV35YL. Эту гипотезу выдвинули в 2001—2003 годах египтологи Сьюзен Джеймс и Джоан Флетчер, указавшие на ряд косвенных признаков, подтверждающих царское происхождение мумии, и объявившие в СМИ, что нашли Нефертити. В 2003 году сделана реконструкция прижизненного облика мумии; заявлялось, что она очень похожа на бюст Нефертити. Однако другие египтологи, включая доктора Захи Хавасса, подвергли самой резкой критике версию Флетчер, запретили работать британской экспедиции и объявили найденный возле мумии парик «подброшенной фальшивкой». Согласно генетико-генеалогической экспертизе, мумия KV35YL идентифицирована как дочь царицы Тии (покоящейся рядом) и Аменхотепа III (из этой же гробницы), сестра Эхнатона, мать Тутанхамона.
28 ноября 2015 года министр по делам древностей Египта объявил, что «с вероятностью в 90 %» за стенами гробницы фараона Тутанхамона находится по крайней мере одно ранее не исследованное помещение. Предположение основано на гипотезе британского египтолога Николаса Ривза, что после внезапной и ранней кончины Тутанхамона жрецам пришлось экстренно перестраивать чужую усыпальницу для похорон молодого царя.
6 мая 2018 года министр по делам древностей Египта Халед аль-Анани официально представил результат исследований итальянских учёных, которые доказали отсутствие скрытых внутренних или прилегающих к гробнице Тутанхамона помещений. Однако в феврале 2020 года группа учёных во главе с бывшим египетским министром по делам древностей Мамдухом эль-Дамати, проведя сканирование георадаром, подтвердила наличие скрытого помещения с северной стороны от усыпальницы Тутанхамона
По мнению Захи Хавасса, мумией Нефертити может оказаться KV21B из гробницы KV21. Эта мумия имеет искривление позвоночника и косолапость, состояние костей указывает, что на момент смерти их обладательнице было около 45 лет.

## Образ в культуре
Кинематограф
- 1954 — «Египтянин». В роли Нефертити — Анитра Стивенс. (США)
- 1961 — «Нефертити, королева Нила[англ.]». Роль Нефертити исполнила Джинн Крейн (Италия)
- 1995 — «Нефертити». В роли Нефертити — итальянская модель Микела Рокко Ди Торрепадула (Россия, Франция, Италия)
- 1992 — музыкальный клип «Remember the Time». Модель Иман в роли Нефертити.
- 2008 — «Пророк Юсуф». Роль Нефертити исполнила Лейла Болукат (Иран)

Художественная литература
Нефертити фигурирует в романах Ника Дрейка «Нефертити. Книга мёртвых», Паулины Гейдж «Проклятие любви».
- 1945 — «Синухе, египтянин» Мика Валтари.
- 1968 — «Фараон Эхнатон» Георгия Дмитриевича Гулиа
- 1985 — «Эхнатон, живущий в правде» Нагиба Махфуза.
- 1998 — «Нефертити» Николь Видаль.
- 2005 — «Нефертити. Красота грядёт» Алины Реник.
- 2008 — «Нефертити» Мишель Моран.
- 2009 — «Ключ судного дня» Джеймса Роллинса.
- 2011 — «Нефертити и фараон. Красавица и чудовище» Натальи Павлищевой.
- 2011 — "Нефертити" Дмитрий Вонави

## В астрономии
- В честь Нефертити назван астероид (1068) Нофретета[англ.], открытый в 1926 году бельгийским астрономом Эженом Дельпортом в Королевской обсерватории Бельгии.
- В честь царицы также назван астероид (3199) Нефертити, открытый в 1982 году американскими астрономами Кэролин Шумейкер и Юджином Шумейкером в Паломарской обсерватории.

### Русскоязычная
- Большаков А. О. Эхнатон и Нефертити: мировой порядок — дело семейное // Эрмитажные чтения памяти Б. Б. Пиотровского (14.11.1908 – 15.Х.1990). Тезисы докладов. — СПб., 1998. — С. 10–13..
- Большаков А. О. "Прекрасная пришла": шедевры портрета из Египетского музея в Берлине : каталог выставки. — СПб.: Изд-во Гос. Эрмитажа, 2009.
- Большаков В. А. Политическая и культово-церемониальная роль египетских цариц эпохи нового царства : XVI - XI вв. до н.э. : дис. ... канд. истор. наук : 07.00.03. — М., 2006. — С. 108—127.
- Большаков В. А. О некоторых аспектах сакральной роли великой царской супруги в период правления Аменхотепа III и Эхнатона // Проблемы истории, филологии, культуры. — 2019. — № 3. — С. 5—19. Архивировано 7 мая 2020 года.
- Жак К. Нефертити и Эхнатон: солнечная чета / пер. с фр. Т. А. Баскаковой. — М.: Молодая гвардия, 1999. — (ЖЗЛ).
- Матье М. Э. Во времена Нефертити. — М., 1965.
- Перепёлкин Ю. Я. Тайна золотого гроба. — М., 1968.
- Флетчер Д. В поисках Нефертити. — М.: АСТ, 2008

### Иностранная
- Aldred C. Akhenaten: king of Egypt. — London, 1988.
- Anthes R. Die Büste der Königin Nofretete. — Berlin, 1968.
- Arnold D. The royal woman of Amarna. — New York, 1996.
- Ertman E. The Search for the Significance and Origin of Nefertiti’s Tall Blue Crown // Sesto Congresso Internazionale di Egittologia. Atti. — Torino, 1992. — Vol. I. — P. 189—193.
- Müller M. Die Kunst Amenophis’III. und Echnatons. — Basel, 1988.
- Rita E. Freed, Yvonne J. Markowitz, Sue H. D'Auria. Pharaohs of the Sun: Akhenaten, Nefertiti, Tutankhamen. — Boston, 1999.
- Samson J. Nefertiti and Cleopatra: queen-monarchs of Ancient Egypt. — London, 1985.
- Tyldesley J. Nefertiti: Egypt’s sun queen. — London, 1998.